# Dvakrat 52 Bibliszke Historie
Dvakrat 52 Bibliszke Historie (Dvakrat dvainpetdeset biblijskih zgodb) je šolska veroučna knjiga, ter prevod Biblije v prekmurščini, ki jo je napisal Aleksander Terplan puconski evangeličanski dušni pastir, izdali so jo 1847 v Kisegu na Ogrskem.
Celotnega Svetega pisma nikoli niso prevedli v prekmurščino, čeprav je Štefan Küzmič, avtor Nouvega Zákona načrtoval pripraviti prevod Stare Zaveze tudi. Najprej je Mikloš Küzmič pripravljal skrajšni prevod iz Stare Zaveze 1796. 1840 pa je Janoš Kardoš napisal veroučno knjigo Mála historia bibliszka iz daljših izpisov. Aleksander Terplan in Janoš Kardoš sta bila zadnja prekmurska avtorja, ki sta se ukvarjala s prevajanjem Stare Zaveze.
Dvakrat 52 Bibliszke Historie ima največ biblijskih historij, skupno stoštirih. Terplan z novimi elementi obnovi prekmurski knjižni jezik, katere je delno iz štajerskoslovenskega knjižnega jezika izposodil: jas (nam. jes, ges, dja, itn.), szem (nam. szan), práh (nam. práj), popolna (nam. popuna,) toda ohranil je staro opuščanje končnega -h (vsê, neverni, njegovi), opuščal končni -j (zakâ, zdâ), iz etimoloških prizadevanj pisal: szkrivomá, zdühávanye, prêdti, szprhnenya, miloscsa, nazveszcseno, itn. napačno pisal h v primerih: sühne, tühim, itn.
Najmočneje se je uveljavila Terplanova jezikovna ustvarjalnost v besednem zakladu, kot pri knjigi Knige 'zoltárszke se ni naslanjal na dotedanje slovenske prevode, kakor prevodi Mikloša Küzmiča in Kardoša, ohranil je iz živega govora dokaj madžarskih in nemških izraízov ter zgledov v skladnji (napr.: fali, gráta, serege, örecsino, vöszpelao), tvoril na podlagi domačih besed oblike za pojmovne in druge njegovemu govoru neznane izraze (napr. vno'zinoszt, zlocsasztnoszt).
Prigod Absaloma.

Szmrt sziná je szamo zacsétek bíla neszrecse Dávidove. Véksa szo naszledüvala. Absalom, Dávida szin, je bujo brata szvojega Ammona. Záto ga je v nemiloszcsi méo Dávid, na stero je Absalom namêno ocso szvojega od thronusa szpraviti. Mre'ze szo k tomi dugo nabérane; Ahitofel, eden ti náj prednyêsi tanácsnikov Dávida je 'z nyim navküpe dr'zao, i kre nyega szopelo tüdi vnogo lüdsztva, ár 'ze z tém, ka je náj lepsi mo'z bio vu czêlom Izraeli, je priéten bio vnôgim, ali od toga ji vecs z szvojov kácskov jálnosztjov na szvoj sztran nagno. Gda je eden gvüsen dén, té glász razneseni v Jerusálemi: “'Ze Absalom kralüje v Hebroni!” prepadnolo je tomi drügacs bátrivnomi Králi szrcze, i krícsao je: “Sztanmo i pobegnimo, da nász eti nezatiszne, ár eti v Jerusálemi nebode mogôcse vujdti pred Absalomom. Teda je Dávid bôsz sao prêk Kídron potoka, na oliveczko goro, plakajôcsi zevszêmi, kí szo ga szprevájali. Gvüsen mo'z z roda Saulovoga u iménom Símei, ga je z kaményom lűcsao za krvi'zelnoga psza nyega pszüvajôcsi, steri je Abisai stéo glavo odtrgnoti, ali Dávid je erkao: “Nihájte ga, ár nyemi je Bôg zapovedo.” Dávid sze je v gradics Mahanaim sztiszno; Absalom je pa podzájao thronus v Jerusálemi, i tak batrivnoga szebé stímao, da bi lo jezerim vu Izraeli zapovedati méo, naj ocso nyegovoga, 'zívoga ali mrtvoga vö dájo. Ali ti verni vu der'zéli szo sze hitro okôli Dávida vküpe szpravili, i dokecs je na bojno prislo, je Joab tüdi oprávleni bio z dobro oro'znátov vojszkov tomi okornomi színi sze prôti posztaviti. Tomi sztáromi Králi szo nej dopűsztili, ka bi 'z nyimi sao, govorécso: “Ti szi szam, liki nász deszét jezér, záto je bôgse, da tí nász vö z meszta pomágas.” Zapovedao je pa vojom szvojim vu nyíhovom tá odhájanyi: “Lepô szi dete z színom mojim Absalomom.” Vojszka tej, kí szo sze poreberili, je sztrasno pobitta. Absalom szam je vu szvojem pobêgi za szvoje lêpe i dúge vlaszé obiszno na ednom rasztej, to 'zivicsne – mezeg – pod nyim tá be'zécse. Tô vidôcsi eden bojnik je povedao Joábi, kí nyemi erkao: “Zaka szi ga nej tam taki doli vdaro?” On je pa odgôvoro Joabi: ”Csi bi mi taki jezero szrebrni pênez v rôke moje zvágo, dönok nebi polo'zo rôk moji na sziná Králevszkoga, – ár szem dobro csüp rêcs Krála: szmileno szi dente” – “Nemrem sze tak dugo müdití z tebom, v rêcs nyemi vdári Joáb, i vzeme trí szpicze, i zmláti je v szrcze Absaloma, da je ete escse 'zív bio na rasztej.

Obládanya glászi szo Králi zaprvá nêbili k radoszti, za volo szmrti sziná nyegovoga. Csesztô je gori szkrícsao: “Absalom, moj szin! moj szin! bár bi jasz mro meszto tébe!”
Knjigo je v Kisegu izdal tiskar Károly Reichard. 1878 se je pripravila druga izdaja v Budimpešti Dvakrat pedeszet i dve Bibliszke Historie, ki jo je izdal Kornel Terplan, monoštrski notar, sin Aleksandra Terplana. Delno je po Terplanu napisal Štefan Selmar svojo veroučno knjigo: Zgodbe Sztároga i Nóvoga Zákona (1873).